# Det forstenede ansigt
Det forstenede ansigt er en Agatha Christie krimi fra 1962. Den foregår i den fiktive landsby St. Mary Mead, hvor Miss Marple bor.

## Plot
En del af indbyggerne i St. Mary Mead optræder i en rækker af Miss Marple romanerne, så nogle af de mistænkte kan udelukkes, medmindre Miss Marple fortællingerne læses i kronologisk rækkefølge. 
Politiet har store vanskeligheder med at finde ud af, hvorfor og hvorledes kvinden, som er offeret, er blevet forgiftet på Gossington Hall, og Dolly, den tidligere ejer af godset, beder sin veninde, Jane Marple, om at finde morderen. Hun påtager sig opgaven og finder hurtigt ud af, at der er megen mystik forbundet med sagen. Offeret er tilsyneladende en harmløs kvinde og eneste "naturlige" mistænkte er ægtemanden. Det viser sig dog hurtigt, at giften muligvis var tiltænkt en anden.
Pointen afsløres i Agatha Christies fortælleteknik

## Anmeldelser
Anmeldere betegnede denne roman som en af de gennemsnitlige Miss Marple fortællinger. .

## Danske udgaver
- Carit Andersen (De trestjernede kriminalromaner, 54); 1963.
- Forum (De trestjernede kriminalromaner, 54); 1971
- Wøldike; 1989.
- Peter Asschenfeldts nye Forlag; 2000. Ny titel: "Spejlet revnede";